# Lewis Foreman Day

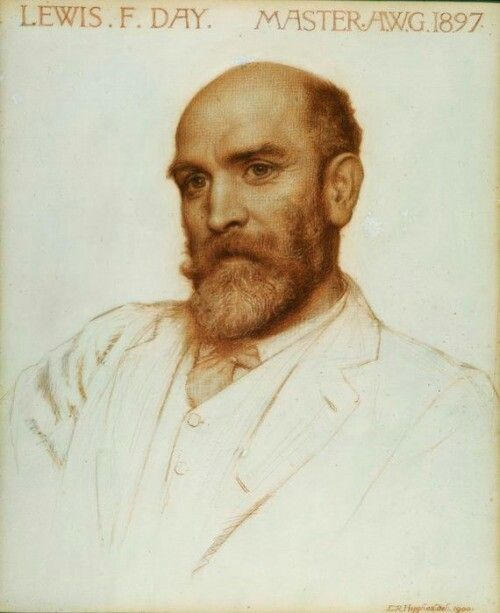
Edward Robert Hughes (1851–1914): Lewis Foreman Day, 1900

Lewis Foreman Day (* 29. Januar 1845 in Peckham Rye, London; † 18. April 1910 in London) war ein britischer Kunstgewerbler, Industriedesigner, Schriftsteller und Kritiker, der eine wichtige Rolle in der Arts-and-Crafts-Bewegung spielte.

## Leben

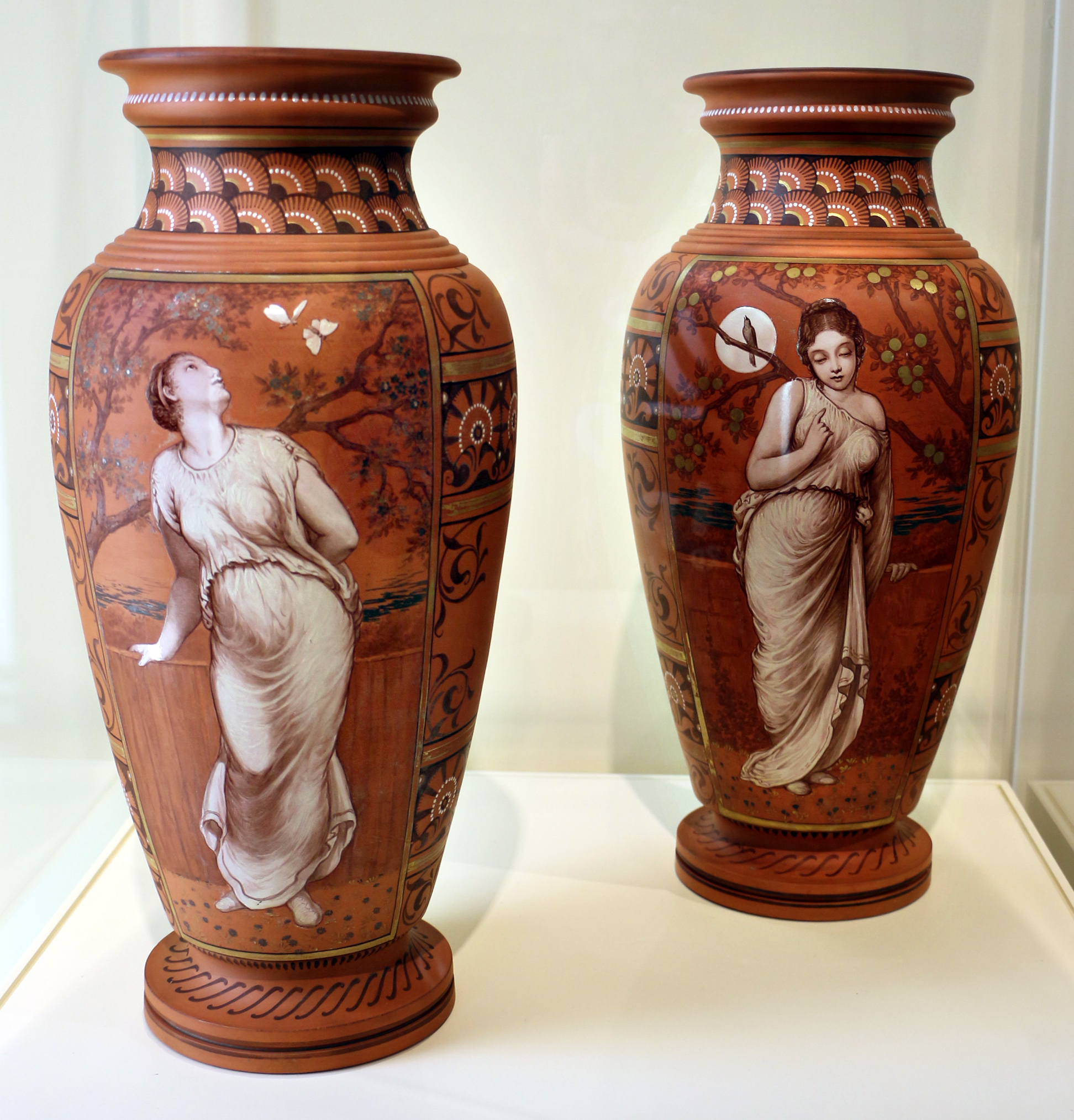
Lewis Foreman Day, Keramikvasen für die Torquay Terracotta Company. Speed Art Museum, Louisville, Kentucky, USA

Lewis Foreman Day wurde 1845 in Peckham Rye, einem Stadtteil im Süden Londons, geboren. Sein Vater Samuel Day war Weinhändler, seine Mutter Mary Ann Lewis. Seine Ausbildung erhielt er in Frankreich, an der Merchant Taylors’ School in Northwood und später in Deutschland. Im Alter von zwanzig Jahren begann Lewis Foreman Day seine berufliche Laufbahn bei den Glasmalern Lavers, Barraud and Westlake. Später arbeitete er für Clayton and Bell, wo er Entwürfe für Glasfenster anfertigte. 1870 arbeitete er für Heaton, Butler and Bayne und war an der Ausstattung von Eaton Hall in Cheshire beteiligt.
Im selben Jahr gründete er seine eigene Firma in London und weitete seine Tätigkeit über die Glasmalerei hinaus auf andere Medien aus, darunter Tapeten für W. B. Simpson & Co, Textilien für Turnbull & Stockdale und Fliesen für Maw & Co. und Pilkington’s. Er war Mitglied des Arts Council und des British Council, sowie Mitglied der Arts and Crafts Exhibition Society, Gründungsmitglied und später Meister der Art Workers’ Guild und langjähriges Mitglied des Rates der Royal Society of Arts (RSA). Lewis Foreman Day war mit Ruth Emma Morrish verheiratet, mit der er eine Tochter namens Ruth hatte.

## Werk

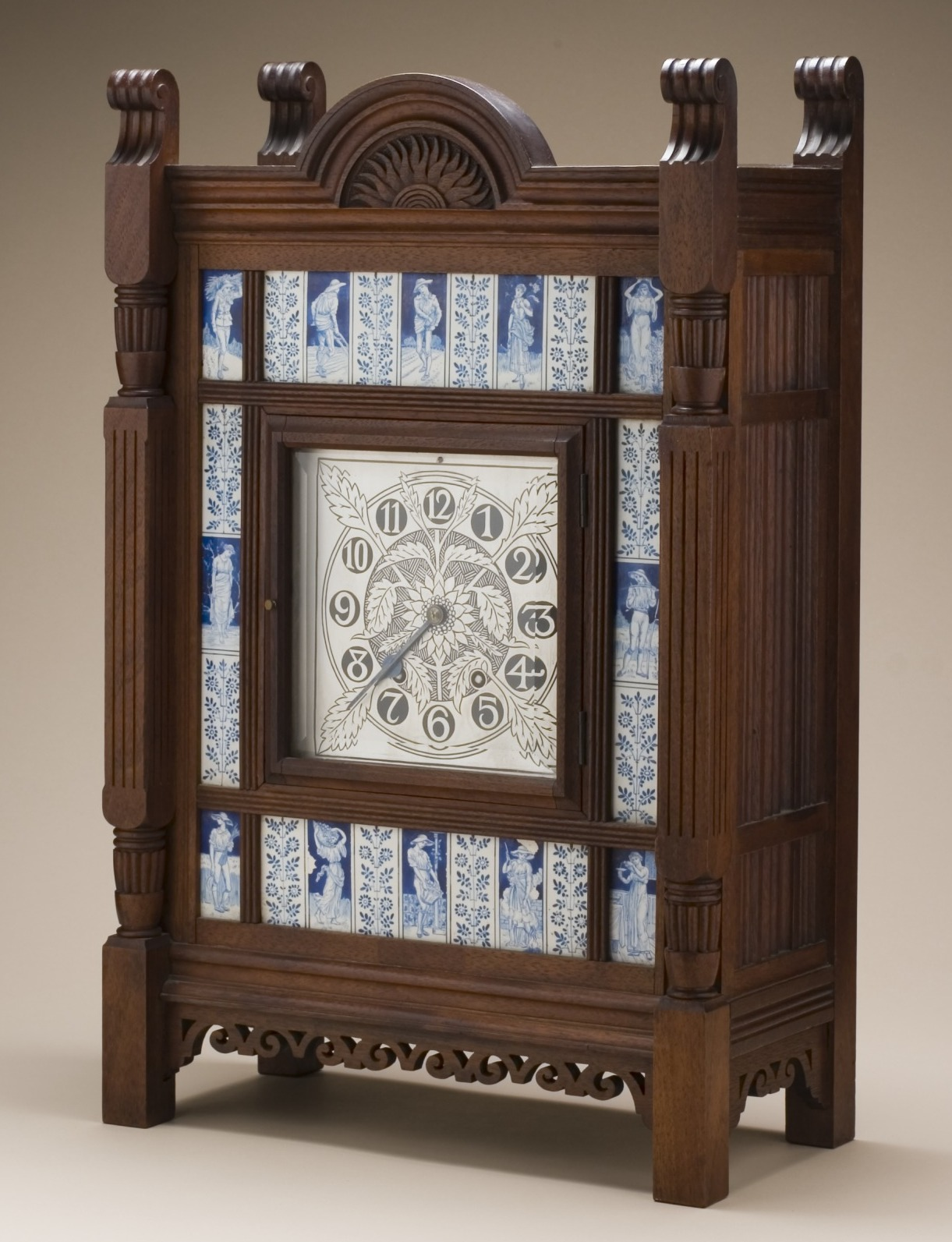
Lewis F. Day: Uhr, circa 1878 (Kirschbaumgehäuse, Keramik und Aluminium). Howell & James, London, (1820–1900)

Lewis Foreman Day war ein vielseitiger Designer, dessen Arbeiten ein breites Spektrum von Medien umfassten, darunter Glasmalerei, Tapeten, Textilien, Fliesen, Möbel und Buchgestaltung. Seine Entwürfe zeichnen sich durch eine klare Struktur, harmonische Muster und eine enge Verbindung von Ornament und Funktion aus. Er war ein Verfechter der Integration von Design und industrieller Produktion und glaubte, dass gutes Design für die breite Masse zugänglich sein sollte. Seine Zusammenarbeit mit Unternehmen wie Wedgwood, Maw & Co. und Pilkington’s zeugt von seinem Engagement, gutes Design in die industrielle Produktion zu integrieren. Als Autor verfasste Lewis Foreman Day zahlreiche Werke über Design und Ornamentik, darunter The Anatomy of Pattern (1887), Pattern Design (1903) und Ornament and Its Application (1904). Diese Schriften hatten einen bedeutenden Einfluss auf die Ausbildung und die Designpraxis seiner Zeit.